# Euceroplatus cantrelli
Euceroplatus cantrelli är en tvåvingeart som beskrevs av Loïc Matile 1990. Euceroplatus cantrelli ingår i släktet Euceroplatus och familjen platthornsmyggor. Inga underarter finns listade i Catalogue of Life.